# تروور فانکات
 تروور فانکات (انگلیسی: Trevor Fancutt؛ زادهٔ ۱۴ ژوئیهٔ ۱۹۳۴) یک تنیس‌باز اهل آفریقای جنوبی است.